# Tuvalus fodboldlandshold
Tuvalus fodboldlandshold repræsenterer Tuvalu i fodboldturneringer og kontrolleres af Tuvalus fodboldforbund.